# 夢田文創
夢田影像股份有限公司，簡稱夢田文創，2010年由蘇麗媚創辦的台灣影像事業公司。代表作品包括戲劇《醉後決定愛上你》、《真心請按兩次鈴》、《巷弄裡的那家書店》、紀錄片《書店裡的影像詩》、《小兒子》系列動畫、電影長片《致親愛的孤獨者》等。

## 歷史
2011年，三立電視執行副總經理蘇麗媚請辭，創辦夢田文創。
2012年12月27日，中華電信宣布與夢田文創合作，於中華電信MOD打造多螢幕互動服務「Fanily專區」。
2013年3月6日，蘇麗媚在松山文創園區後巷以咖啡拉花世界冠軍聞名的小咖啡店「ARTISTA PERFETTO」召開社群娛樂平台《分享你》（Fanily）發表會。
2013年，夢田文創戲劇《巷弄裡的那家書店》劇中主場景「閱樂書店」，位於松山文創園區，在該劇殺青後保留下來並改裝為獨立書店營運。

## 參展
國內
海外

## 外部連結
- 夢田文創的Facebook專頁